# Antonín Hojer
Antonín Hojer   (Praga, 31 de març de 1894 - Txecoslovàquia, 20 d'octubre de 1964) és un exfutbolista txec de la dècada de 1920.
Fou 35 cops internacional amb la selecció txecoslovaca amb la qual participà en els Jocs Olímpics d'Estiu de 1920 i 1924.
Pel que fa a clubs, defensà els colors d'AC Sparta Praga.